# Núi Kolahoi
Kolahoi là một ngọn núi có độ cao là 5,425 mét (17,799 feet) nằm ở huyện Anantnag của bang Jammu và Kashmir, Ấn Độ, vùng lân cận là thị trấn Sonamarg. Ngọn núi này còn là một phần của dãy núi Himalaya và cách Sonamarg 15 km về phía nam, thị trấn Pahalgam 21 km về phía bắc. Những dòng chảy phía bắc của sông Sind đi qua nó và dòng nước đi xuống do băng tan là nguồn của sông Lidder, con sông này nằm trong vùng lân cận của thung lũng Kashmir.
Dòng nước đi xuống từ ngọn núi này do băng tan còn được gọi là sông băng Kolahoi. Khi nhìn nó, ta sẽ liên tưởng đến một kim tử tháp với băng tuyết bao phủ ở chân. Cấu trúc đá tạo nên ngọn núi này thì rất khác thường.

## Lịch sử chinh phục
Ngọn núi được một đội y tế người Anh do bác sĩ Ernest Neve dẫn đầu chinh phục vào năm 1912.
Để leo lên ngọn núi này một cách dễ dàng thì nên bắt đầu ở mặt phía nam. Ngoài ra khi bắt đầu chuyến đi đến núi Kolahoi ở Pahalgam thì khi vừa đến nơi và mặt núi vừa nhìn thấy chính là mặt phía nam. Còn mặt phía sau, tức là theo hướng từ Sonamarg đến thì rất nguy hiểm vì có khả năng có băng rơi xuống từ dòng sông băng Kolahoi.
Đã có 2 Trekker (khách du lịch tham quan bằng hình thức đi bộ đường dài) thiệt mạng và 1 người bị thương do đá lở khi đi xuống núi sau khi leo lên đỉnh thành công vào ngày 7 tháng 9 năm 2018. Hai người thiệt mạng được xác định là một nhân viên văn phòng hành chính ở Kashmir tên là Naveed Jeelani  và một người nữa tên là Adil Shah, người đứng đầu của một nhóm leo núi thám hiểm.